# 威廉明娜·冯·布雷门
威廉明娜·冯·布雷门（英語：Wilhelmina von Bremen，1909年8月13日—1976年7月16日），美国女子田径运动员。她曾代表美国参加1932年夏季奥林匹克运动会田径比赛，获得一枚金牌和一枚铜牌。